# Afrikanska mästerskapet i fotboll 1980
Afrikanska mästerskapet i fotboll 1980 spelades i Nigeria. Precis som under 1978 års turnering deltog åtta lag i två fyralagsgrupper där de två bästa i varje grupp gick till semifinal. Nigeria van turneringen genom att slå Algeriet i finalen med 3–0.

## Gruppspel

### Grupp A
| Lag             | S | V | O | F | GM | IM | MS | P |
| --------------- | - | - | - | - | -- | -- | -- | - |
| Nigeria         | 3 | 2 | 1 | 0 | 4  | 1  | +3 | 5 |
| Egypten         | 3 | 2 | 0 | 1 | 4  | 3  | +1 | 4 |
| Elfenbenskusten | 3 | 0 | 2 | 1 | 2  | 3  | −1 | 2 |
| Tanzania        | 3 | 0 | 1 | 2 | 3  | 6  | −3 | 1 |

|  | 8 mars 1980 | Nigeria                | 2 – 1           | Tanzania   | Surulere Stadium, Lagos                         |                                                 |
|  |             | Lawal 11′ Odegbami 85′ | (1 – 0) Rapport | Mkambi 54′ | Publik: 80 000 Domare: Suleiman El Naim (Sudan) | Publik: 80 000 Domare: Suleiman El Naim (Sudan) |
|  |             |                        |                 |            | Publik: 80 000 Domare: Suleiman El Naim (Sudan) | Publik: 80 000 Domare: Suleiman El Naim (Sudan) |
|  |             |                        |                 |            | Publik: 80 000 Domare: Suleiman El Naim (Sudan) | Publik: 80 000 Domare: Suleiman El Naim (Sudan) |

|  | 8 mars 1980 | Egypten               | 2 – 1           | Elfenbenskusten | Surulere Stadium, Lagos                      |                                              |
|  |             | Hammam 8′ Mokhtar 20′ | (2 – 1) Rapport | Gome 7′         | Publik: 80 000 Domare: Joel Mondoka (Zambia) | Publik: 80 000 Domare: Joel Mondoka (Zambia) |
|  |             |                       |                 |                 | Publik: 80 000 Domare: Joel Mondoka (Zambia) | Publik: 80 000 Domare: Joel Mondoka (Zambia) |
|  |             |                       |                 |                 | Publik: 80 000 Domare: Joel Mondoka (Zambia) | Publik: 80 000 Domare: Joel Mondoka (Zambia) |

|  | 12 mars 1980 | Egypten              | 2 – 1           | Tanzania   | Surulere Stadium, Lagos                            |                                                    |
|  |              | Shehata 32′ Nour 38′ | (2 – 0) Rapport | Waziri 86′ | Publik: 55 000 Domare: Sohan Ramlochun (Mauritius) | Publik: 55 000 Domare: Sohan Ramlochun (Mauritius) |
|  |              |                      |                 |            | Publik: 55 000 Domare: Sohan Ramlochun (Mauritius) | Publik: 55 000 Domare: Sohan Ramlochun (Mauritius) |
|  |              |                      |                 |            | Publik: 55 000 Domare: Sohan Ramlochun (Mauritius) | Publik: 55 000 Domare: Sohan Ramlochun (Mauritius) |

|  | 12 mars 1980 | Nigeria | 0 – 0   | Elfenbenskusten | Surulere Stadium, Lagos                                 |                                                         |
|  |              |         | Rapport |                 | Publik: 55 000 Domare: Théophile Lawson-Hétchéli (Togo) | Publik: 55 000 Domare: Théophile Lawson-Hétchéli (Togo) |
|  |              |         |         |                 | Publik: 55 000 Domare: Théophile Lawson-Hétchéli (Togo) | Publik: 55 000 Domare: Théophile Lawson-Hétchéli (Togo) |
|  |              |         |         |                 | Publik: 55 000 Domare: Théophile Lawson-Hétchéli (Togo) | Publik: 55 000 Domare: Théophile Lawson-Hétchéli (Togo) |

|  | 15 mars 1980 | Elfenbenskusten | 1 – 1           | Tanzania   | Surulere Stadium, Lagos                       |                                               |
|  |              | Koma 7′         | (1 – 0) Rapport | Waziri 59′ | Publik: 70 000 Domare: Diallo Bakaï (Kamerun) | Publik: 70 000 Domare: Diallo Bakaï (Kamerun) |
|  |              |                 |                 |            | Publik: 70 000 Domare: Diallo Bakaï (Kamerun) | Publik: 70 000 Domare: Diallo Bakaï (Kamerun) |
|  |              |                 |                 |            | Publik: 70 000 Domare: Diallo Bakaï (Kamerun) | Publik: 70 000 Domare: Diallo Bakaï (Kamerun) |

|  | 15 mars 1980 | Nigeria   | 1 – 0           | Egypten | Surulere Stadium, Lagos                              |                                                      |
|  |              | Isima 15′ | (1 – 0) Rapport |         | Publik: 70 000 Domare: Gebreyesus Tesfaye (Etiopien) | Publik: 70 000 Domare: Gebreyesus Tesfaye (Etiopien) |
|  |              |           |                 |         | Publik: 70 000 Domare: Gebreyesus Tesfaye (Etiopien) | Publik: 70 000 Domare: Gebreyesus Tesfaye (Etiopien) |
|  |              |           |                 |         | Publik: 70 000 Domare: Gebreyesus Tesfaye (Etiopien) | Publik: 70 000 Domare: Gebreyesus Tesfaye (Etiopien) |

### Grupp B
| Lag      | S | V | O | F | GM | IM | MS | P |
| -------- | - | - | - | - | -- | -- | -- | - |
| Algeriet | 3 | 2 | 1 | 0 | 4  | 2  | +2 | 5 |
| Marocko  | 3 | 1 | 1 | 1 | 2  | 2  | 0  | 3 |
| Ghana    | 3 | 1 | 1 | 1 | 1  | 1  | 0  | 3 |
| Guinea   | 3 | 0 | 1 | 2 | 3  | 5  | −2 | 1 |

|  | 9 mars 1980 | Ghana | 0 – 0   | Algeriet | Liberty Stadium, Ibadan                          |                                                  |
|  |             |       | Rapport |          | Publik: 40 000 Domare: Youssef El Ghoul (Libyen) | Publik: 40 000 Domare: Youssef El Ghoul (Libyen) |
|  |             |       |         |          | Publik: 40 000 Domare: Youssef El Ghoul (Libyen) | Publik: 40 000 Domare: Youssef El Ghoul (Libyen) |
|  |             |       |         |          | Publik: 40 000 Domare: Youssef El Ghoul (Libyen) | Publik: 40 000 Domare: Youssef El Ghoul (Libyen) |

|  | 9 mars 1980 | Marocko     | 1 – 1           | Guinea       | Liberty Stadium, Ibadan                      |                                              |
|  |             | Mustapha 7′ | (1 – 1) Rapport | M. Camara 8′ | Publik: 40 000 Domare: Paul Preira (Senegal) | Publik: 40 000 Domare: Paul Preira (Senegal) |
|  |             |             |                 |              | Publik: 40 000 Domare: Paul Preira (Senegal) | Publik: 40 000 Domare: Paul Preira (Senegal) |
|  |             |             |                 |              | Publik: 40 000 Domare: Paul Preira (Senegal) | Publik: 40 000 Domare: Paul Preira (Senegal) |

|  | 13 mars 1980 | Algeriet       | 1 – 0           | Marocko | Liberty Stadium, Ibadan                     |                                             |
|  |              | Belloumi 90+3′ | (0 – 0) Rapport |         | Publik: 20 000 Domare: Ali Dridi (Tunisien) | Publik: 20 000 Domare: Ali Dridi (Tunisien) |
|  |              |                |                 |         | Publik: 20 000 Domare: Ali Dridi (Tunisien) | Publik: 20 000 Domare: Ali Dridi (Tunisien) |
|  |              |                |                 |         | Publik: 20 000 Domare: Ali Dridi (Tunisien) | Publik: 20 000 Domare: Ali Dridi (Tunisien) |

|  | 13 mars 1980 | Ghana      | 1 – 0           | Guinea | Liberty Stadium, Ibadan                             |                                                     |
|  |              | Klutse 69′ | (0 – 0) Rapport |        | Publik: 20 000 Domare: Ngesa Gabriel Odengo (Kenya) | Publik: 20 000 Domare: Ngesa Gabriel Odengo (Kenya) |
|  |              |            |                 |        | Publik: 20 000 Domare: Ngesa Gabriel Odengo (Kenya) | Publik: 20 000 Domare: Ngesa Gabriel Odengo (Kenya) |
|  |              |            |                 |        | Publik: 20 000 Domare: Ngesa Gabriel Odengo (Kenya) | Publik: 20 000 Domare: Ngesa Gabriel Odengo (Kenya) |

|  | 16 mars 1980 | Algeriet                        | 3 – 2           | Guinea                     | Liberty Stadium, Ibadan                      |                                              |
|  |              | Bensaoula 12′, 49′ Belloumi 37′ | (2 – 0) Rapport | Diawara 82′ Bangoura 90+1′ | Publik: 20 000 Domare: Idrissa Traoré (Mali) | Publik: 20 000 Domare: Idrissa Traoré (Mali) |
|  |              |                                 |                 |                            | Publik: 20 000 Domare: Idrissa Traoré (Mali) | Publik: 20 000 Domare: Idrissa Traoré (Mali) |
|  |              |                                 |                 |                            | Publik: 20 000 Domare: Idrissa Traoré (Mali) | Publik: 20 000 Domare: Idrissa Traoré (Mali) |

|  | 16 mars 1980 | Marocko    | 1 – 0           | Ghana | Liberty Stadium, Ibadan                     |                                             |
|  |              | Labied 44′ | (1 – 0) Rapport |       | Publik: 20 000 Domare: Dodou N'Jie (Gambia) | Publik: 20 000 Domare: Dodou N'Jie (Gambia) |
|  |              |            |                 |       | Publik: 20 000 Domare: Dodou N'Jie (Gambia) | Publik: 20 000 Domare: Dodou N'Jie (Gambia) |
|  |              |            |                 |       | Publik: 20 000 Domare: Dodou N'Jie (Gambia) | Publik: 20 000 Domare: Dodou N'Jie (Gambia) |

## Utslagsspel
|  | Semifinaler      | Semifinaler      |   |                 | Final           | Final |  |
|  |                  |                  |   |                 |                 |       |  |
|  | 19 mars – Lagos  |                  |   |                 |                 |       |  |
|  | Nigeria          | 1                |   |                 |                 |       |  |
|  | Marocko          | 0                |   |                 |                 |       |  |
|  |                  |                  |   |                 |                 |       |  |
|  |                  |                  |   |                 | 22 mars – Lagos |       |  |
|  |                  |                  |   |                 | Nigeria         | 3     |  |
|  |                  | Algeriet         | 0 |                 |                 |       |  |
|  |                  |                  |   |                 |                 |       |  |
|  |                  |                  |   |                 |                 |       |  |
|  |                  |                  |   |                 | Bronsmatch      |       |  |
|  | 19 mars – Ibadan | 19 mars – Ibadan |   | 21 mars – Lagos | 21 mars – Lagos |       |  |
|  | Algeriet (str)   | 2 (4)            |   | Marocko         | 2               |       |  |
|  | Egypten          | 2 (2)            |   |                 | Egypten         | 0     |  |

### Semifinaler
|  | 19 mars 1980 | Nigeria    | 1 – 0           | Marocko | Surulere Stadium, Lagos                         |                                                 |
|  |              | Owolabi 9′ | (1 – 0) Rapport |         | Publik: 70 000 Domare: Suleiman El Naim (Sudan) | Publik: 70 000 Domare: Suleiman El Naim (Sudan) |
|  |              |            |                 |         | Publik: 70 000 Domare: Suleiman El Naim (Sudan) | Publik: 70 000 Domare: Suleiman El Naim (Sudan) |
|  |              |            |                 |         | Publik: 70 000 Domare: Suleiman El Naim (Sudan) | Publik: 70 000 Domare: Suleiman El Naim (Sudan) |

|               | 19 mars 1980             | Algeriet                        | 2 – 2 (e.fl.)          | Egypten                    | Liberty Stadium, Ibadan                                |                                                        |
|               |                          | Assad 55′ (str.) Benmiloudi 62′ | (2 – 2, 0 – 1) Rapport | El Khatib 32′ El Sayed 47′ | Publik: 5 000 Domare: Théophile Lawson-Hétchéli (Togo) | Publik: 5 000 Domare: Théophile Lawson-Hétchéli (Togo) |
|               |                          |                                 |                        |                            | Publik: 5 000 Domare: Théophile Lawson-Hétchéli (Togo) | Publik: 5 000 Domare: Théophile Lawson-Hétchéli (Togo) |
| ... ... Assad | Straffsparksläggning 4–2 | Shehata Mokhtar El Khatib Amer  |                        |                            | Publik: 5 000 Domare: Théophile Lawson-Hétchéli (Togo) | Publik: 5 000 Domare: Théophile Lawson-Hétchéli (Togo) |

### Bronsmatch
|  | 21 mars 1980 | Marocko        | 2 – 0           | Egypten | Surulere Stadium, Lagos                            |                                                    |
|  |              | Labied 9′, 78′ | (1 – 0) Rapport |         | Publik: 5 000 Domare: Ngesa Gabriel Odengo (Kenya) | Publik: 5 000 Domare: Ngesa Gabriel Odengo (Kenya) |
|  |              |                |                 |         | Publik: 5 000 Domare: Ngesa Gabriel Odengo (Kenya) | Publik: 5 000 Domare: Ngesa Gabriel Odengo (Kenya) |
|  |              |                |                 |         | Publik: 5 000 Domare: Ngesa Gabriel Odengo (Kenya) | Publik: 5 000 Domare: Ngesa Gabriel Odengo (Kenya) |

### Final
|  | 22 mars 1980 | Nigeria                    | 3 – 0           | Algeriet | Surulere Stadium, Lagos                              |                                                      |
|  |              | Odegbami 2′, 42′ Lawal 50′ | (2 – 0) Rapport |          | Publik: 85 000 Domare: Gebreyesus Tesfaye (Etiopien) | Publik: 85 000 Domare: Gebreyesus Tesfaye (Etiopien) |
|  |              |                            |                 |          | Publik: 85 000 Domare: Gebreyesus Tesfaye (Etiopien) | Publik: 85 000 Domare: Gebreyesus Tesfaye (Etiopien) |
|  |              |                            |                 |          | Publik: 85 000 Domare: Gebreyesus Tesfaye (Etiopien) | Publik: 85 000 Domare: Gebreyesus Tesfaye (Etiopien) |

#### Finaluppställningar
- -  Nigeria: Best Ogedegbe, David Adiele, Christian Chukwu, Babatunde Bamidele, Alloysius Atuegbu, Godwin Odiye (Kadiri Ikhana), Felix Owolabi, Okey Isima, Segun Odegbami, Muda Lawal, Adokie Amiesemeka;

- -  Algeriet: Mehdi Cerbah, Chaabane Merzekane, Abdelkader Horr, Mohammed Khedis, Mustapha Kouici, Bouzid Mahyouz, Ali Fergani, Lakhdar Belloumi (Guemri), Salah Assad, Tedj Bensaoula (Rabah Madjer), Hocine Benmiloudi

## Vinnare
| Mästare i afrikanska mästerskapet 1980        |
| --------------------------------------------- |
| Nigerias herrlandslag i fotboll Första titeln |

## Målgörare
3 mål
| - Khalid Labied | - Segun Odegbami |  |

2 mål
| - Hocine Benmiloudi - Tedj Bensaoula | - Muda Lawal | - Thuwein Waziri |

1 mål
| - Salah Assad - Lakhdar Belloumi - Ani Gome - Kouman Kobenan - Mahmoud El Khatib - Ramadan El Sayed - Maher Hammam | - Mokhtar Mokhtar - Mussad Nur - Hassan Shehata - Willie Klutse - Moussa Camara - Ibrahima Diawara | - Sidouba Bangoura - Tahir Mustapha - Okey Isima - Ifeanyi Onyedika - Felix Owolabi - Juma Mkambi |